# Међународне снаге за безбедносну помоћ
Међународне снаге за безбедносну помоћ (енгл. International Security Assistance Force) била је експедицијска војска НАТО пакта у Авганистану. Мисија је одобрена са стране Уједињених нација 20. децембра 2001.

## Мисија
Мисија је последица напада 11. септембра 2001. на Америку. У мисији учествује око 70.000 НАТО војника из приближно 40 земаља, од којих су се неке већ повукле (Јужна Кореја, Сингапур, Швајцарска). Канада планира повлачење 2011.
До 8. новембра 2009. НАТО је изгубио 1513 војника, а до краја фебруара 2010. пало је већ 1000 америчких војника.
Према статистици, од јула 2009. сваког дана погину у просјеку бар 2 војника НАТО пакта. Тим месецом почела је доста јача активност Талибана па су губици НАТО пакта више него удвостручени у односу на на претходне месеце. Крајем 2010. из Авганистана почело је повлачење холандских снага, што је био резултат пада владе и промена политичког става Холандије.
Већи део губитака представљају самоубиства војника, само у првих 155 дана године 2012. самоубиство је извршило 154 војника. То је резултат психофизичког стреса, употребе алкохола и неконтролиране употребе лекова.

## Авијација НАТО пакта у Авганистану
До краја октобра 2009, губици ваздушних снага НАТО пакта су знатно повећани у односу на почетак сукоба, до 1. новембра 2009. НАТО снаге су изгубиле 56 хеликоптера и 16 авиона.
Мањак хеликоптера ствара веће проблеме у логистици. При томе НАТО често унајамљује руске компаније (Волга-Дњепр, итд) за превоз ратне опреме и спасавање оштећених хеликоптера (Чинук), при чему користе највеће руске транспортне хеликоптере Мил Ми-26.
Крајем 2009. Русија је дозволила прелете НАТО авиона за снабдевање у Авганистану, НАТО је такође повећао комерцијални најам руских хеликоптера.